# La Loi du Far West
Pour plus de détails, voir Fiche technique et Distribution.
La Loi du far-west (titre original : The Woman of the Town) est un film américain réalisé par George Archainbaud, sorti en 1943.

## Fiche technique
- Titre original : The Woman of the Town
- Titre français : La Loi du far-west
- Réalisation : George Archainbaud
- Scénario : Norman Houston et Æneas MacKenzie
- Photographie : Russell Harlan
- Musique : Miklós Rózsa
- Pays d'origine :  États-Unis
- Langue : Anglais américain
- Format : Noir et blanc - 1,37:1 - Mono
- Genre : Western
- Durée : 90 minutes
- Dates de sortie : 
  -  États-Unis : 31 décembre 1943
  -  Suède : 25 septembre 1944
  -  Portugal : 22 janvier 1945
  -  France : 29 janvier 1947

## Distribution
- Claire Trevor : Dora Hand
- Albert Dekker : Bat Masterson
- Barry Sullivan : King Kennedy
- Henry Hull : Inky Wilkinson
- Marion Martin : Daisy Davenport
- Porter Hall : Maire Dog Killey
- Percy Kilbride : Samuel Small
- Arthur Hohl : Robert Wright
- Clem Bevans : Buffalo Burns
- George Cleveland : Juge Blackburn
- Russell Hicks : Publisher
- Herbert Rawlinson : Doc Sears
- Dewey Robinson : Waddy Kerns
- Hal Taliaferro : Wagner
- Glenn Strange : Walker
- Claire Whitney : Mme Robert Wright
- Russell Simpson : Sime
- Wade Crosby : Crockett
- Tom London : un homme de main de Crockett